# Стольник великий литовский
Стольник великий литовский — должность в Великом княжестве Литовском с середины XV века.
Заведовал сервировкой стола Великого князя литовского и подачей блюд. Руководил подстолиями. Позже исполнял номинальные функции.
Король Речи Посполитой Станислав Август Понятовский в 1755—1764 был стольником великим литовским.
С середины XVII века известна должность повятового стольника.

## Список великих стольников литовских
| Стольники ВКЛ                 | Стольники ВКЛ           | Стольники ВКЛ                       | Стольники ВКЛ                                                             |
| Имя                           | Дата принятия должности | Дата сложения должности либо смерти | Примечания                                                                |
| ----------------------------- | ----------------------- | ----------------------------------- | ------------------------------------------------------------------------- |
| Ян                            | 1447                    | 1447                                |                                                                           |
| Ян Войцехович Нарбут          | 1529                    | 1529                                |                                                                           |
| Януш Гольшанский              | 1541                    | 24 мая 1542                         | Стал киевским воеводой                                                    |
| Никодим Цехановецкий          | 1544                    | 1545                                |                                                                           |
| Станислав Николаевич Кезгайло | 1545                    | 1552                                | Стал подчашим великим литовским                                           |
| Юрий Александрович Ходкевич   | 1 сентября 1554         | 1555                                | Стал кравчим великим литовским                                            |
| Семён Гольшанский             | 1555                    | 1556                                | Умер                                                                      |
| Ян Иеронимович Ходкевич       | 1559                    | 1566                                | Одновременно с 1563 жемайтский староста. Стал маршалком великим литовским |
| Великие стольники литовские   |                         |                                     |                                                                           |
| Николай Дорогостайский        | 23 марта 1566           | 7 июля 1576                         | Стал полоцким воеводой                                                    |
| Александр Пронский            | июль 1576               | 1587                                |                                                                           |
| Кшиштоф Дорогостайский        | 27 мая 1588             | 11 апреля 1590                      | Стал кравчим великим литовским                                            |
| Ян Глебович                   | 19 сентября 1590        | 1604                                | Умер                                                                      |
| Кшиштоф Веселовский           | 26 июня 1604            | 1620                                | Стал кравчим великим литовским                                            |
| Альбрехт Владислав Радзивилл  | 1620                    | 1622                                | Стал кравчим великим литовским                                            |
| Николай Веселовский           | 1623                    | 31 марта 1626                       | Стал кравчим великим литовским                                            |
| Александр Людвик Радзивилл    | 20 ноября 1626          | 13 июля 1630                        | Стал кравчим великим литовским                                            |
| Кршиштоф Сапега               | 17 июля 1630            | 19 августа 1631                     | Стал кравчим великим литовским                                            |
| Гедеон Михаил Тризна          | 19 августа 1631         | 1638                                | Стал кравчим великим литовским                                            |
| Казимир Тышкевич              | 1638                    | 1642                                | Стал кравчим великим литовским                                            |
| Богуслав Ежи Слушка           | 1642                    | 14 лютого 1645                      | Стал кравчим великим литовским                                            |
| Феликс Ян Пац                 | 17 марта 1645           | 28 апреля 1646                      | Стал подкоморием великим литовским                                        |
| Винцент Гонсевский            | 28 апреля 1646          | 14 сентября 1652                    | Стал подскарбием великим литовским                                        |
| Михаил Казимир Радзивилл      | 26 сентября 1652        | 10 января 1653                      | Стал кравчим великим литовским                                            |
| Кшиштоф Потоцкий              | 12 января 1653          | 15 лютого 1658                      | Стал кравчим великим литовским                                            |
| Евстафий Казимир Волович      | 15 лютого 1658          | 1658                                | Умер                                                                      |
| Кшиштоф Франтишек Сапега      | 4 января 1659           | 22 июля 1661                        | Стал кравчим великим литовским                                            |
| Марциан Александр Огинский    | июль 1661               | сентябрь 1665                       | Стал кравчим великим литовским                                            |
| Бенедикт Павел Сапега         | 1665                    | 1670                                | Стал кравчим великим литовским                                            |
| Станислав Казимир Радзивилл   | 1670                    | 1679                                | Стал маршалком великим литовским                                          |
| Леон Базилий Сапега           | 1679                    | 1681                                | Стал подскарбием дворным литовским                                        |
| Ян Генрих Бокум               | 1681                    | 1685                                |                                                                           |
| Кароль Станислав Радзивилл    | 1685                    | 1 октября 1686                      | Стал конюшим великим литовским                                            |
| Казимир Владислав Сапега      | 1686                    | декабрь 1686                        | Стал подскарбием дворным литовским                                        |
| Ежи Станислав Сапега          | 1686                    | 1703                                | Лишён должности на Люблинском сейме                                       |
| Богуслав Казимир Огинский     | 1704                    | 1706                                | Стал хорунжим великим литовским                                           |
| Антоний Казимир Сапега        | 7 декабря 1706          | 1709                                |                                                                           |
| Павел Кароль Сангушко         | 1708                    | 1709                                |                                                                           |
| Ежи Станислав Сапега          | 1709                    | 29 марта 1732                       | Стал воеводой мстиславским                                                |
| Пётр Павел Сапега             | 29 марта 1732           | 18 сентября 1744                    | Стал смоленским воеводой                                                  |
| Юзеф Александр Яблоновский    | 18 сентября 1744        | 25 мая 1755                         | Стал новогрудским воеводой                                                |
| Станислав Август Понятовский  | 26 мая 1755             | 7 сентября 1764                     | Избран королём Польским и великим князем литовским                        |
| Юзеф Клеменс Чарторыйский     | 14 декабря 1764         | 1795                                | Сложил полномочия в связи с прекращением существования Речи Посполитой    |